# Presente
- Commons
- Wikiquote

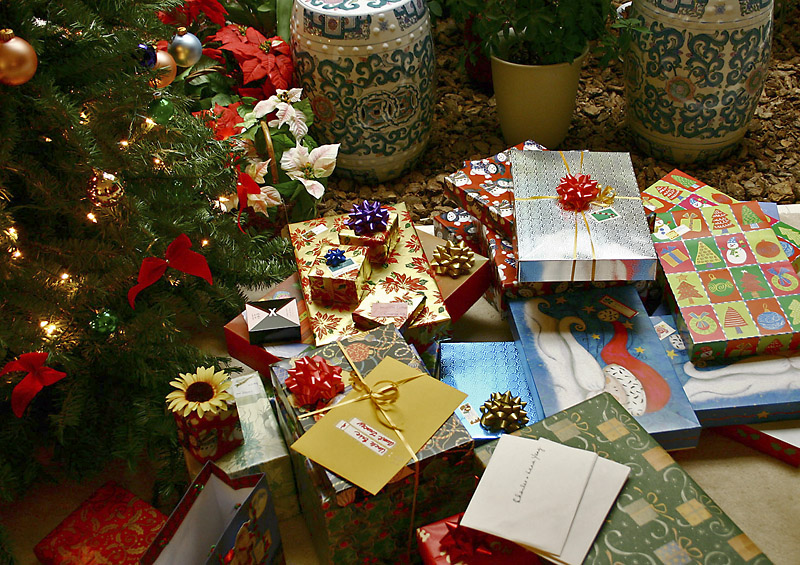
Vários presentes de Natal.

Presente ou prenda é tudo aquilo que se oferece,  a outro indivíduo com a intenção de fazer este mais feliz, em sinal de atenção, confiança, amor ou amizade e que seja de forma espontânea.
Pode ser uma transferência em dinheiro ou objetos, de qualquer tipo, valor ou tamanho. Convencionou-se presentear em datas comemorativas como aniversários, e festividades religiosas como o natal.
Não há nenhuma definição que coloca o presente como algo necessariamente como uma "surpresa", podendo assim o receptor escolher o presente.